# Pachara Chirathivat
Pachara Marcel Chirathivat (tiếng Thái: พชร จิราธิวัฒน์; sinh ngày 10 tháng 5 năm 1993), còn được gọi là Peach, là một diễn viên, ca sĩ và người mẫu Thái Lan. Anh nổi tiếng qua các bộ phim điện ảnh như Rock học trò (2011), Thiếu niên bạc tỷ (2011), Nam thần xe ôm (2018)... Tên tuổi anh thực sự được biết đến mạnh mẽ qua vai diễn Win trong series phim học đường Tuổi nổi loạn, bộ phim là bệ phóng giúp các diễn viên trẻ lên hàng ngôi sao. Năm 2015, anh rời công ty quản lý Nadao Bangkok và chuyển sang đài Channel 3. Anh còn đảm nhận vai trò huấn luyện viên The Face Men Thailand mùa đầu tiên năm 2017.

## Tiểu sử và học vấn
Trước khi là một diễn viên nổi tiếng, Peach Pachara đã là "bạch mã hoàng tử" trong mơ của hàng nghìn cô gái trẻ Thái Lan. Đẹp trai, nổi tiếng, profile của Peach càng hoàn hảo hơn khi anh sinh ra trong gia tộc Chirathivat lừng lẫy. Theo tạp chí Forbes, gia tộc của anh xếp thứ ba trong Top 50 gia tộc giàu có nhất Thái Lan, xếp thứ 14 trong Top 50 gia tộc giàu nhất Châu Á.
Gia đình Chirathivat vốn được biết là đại gia trong ngành bán lẻ Thái Lan khi sở hữu trung tâm thương mại Central World, thương hiệu nổi tiếng Centara Hotel cùng nhiều cửa hàng bách hóa lớn trên khắp Thái Lan như cửa hàng bách hóa ZEN & Robinson, Tops Market, Watson, BigC, B2S, PowerBuy...
Bố của Peach là ông Thirayuth Chirathivat, giám đốc điều hành công ty bất động sản bán lẻ lớn nhất của Thái Lan là Central Pattana CPN - trong đó có Central World, khu mua sắm lớn thứ 3 thế giới. CPN là một chi nhánh của Central Group thuộc sở hữu của gia tộc Chirathivat. Mẹ của Peach là bà Chanadda Chirathivat, chủ sở hữu của thương hiệu trang sức Diamond Today và thương hiệu đồng hồ Toy Watch.
Ngoài ra Peach còn có một chị gái tên Pimpisa và em gái tên Khemmanat (Pine). Chị gái Peach là Pimpisa (Pear) hiện cũng đang hoạt động trong làng giải trí Thái (ca sĩ của công ty Smallroom). Anh có một người chú tên Pok Patsonkorn (hiện là chồng của nữ diễn viên Rasri Balenciaga) sở hữu Big C Việt Nam. Ông của Peach là triệu phú sở hữu chuỗi khách sạn cao cấp. Còn bà nội là Apasra Hongsakula, cựu Hoa hậu Hoàn vũ thế giới 1965. Bà cũng là người phụ nữ Thái Lan đầu tiên đăng quang danh hiệu này trong lịch sử.
Về học vấn, Peach tốt nghiệp ngành Quản lý kinh doanh quốc tế - Khoa Thương mại và Kế toán của Đại học Chulalongkorn, một trong những ngôi trường danh  giá nhất Thái Lan. Có thể gọi đây là ngôi trường Hoàng Gia khi tên gọi của trường được đặt theo tên của vua Chulalongkorn (Rama V) và được thành lập bởi con trai ông và là vua kế vị Vajiravudh (Rama VI). Cả Peach và chị gái đều theo học ở ngôi trường này.

## Sự nghiệp
Từ một ca sĩ/guitarist nổi tiếng trong nhóm nhạc Rooftop Band, Peach sớm lấn sân sang nghiệp diễn và nhanh chóng đạt được những thành tích ấn tượng. Với chiều cao 1m83, gương mặt điển trai, Peach sớm đã được đảm nhận vai chính trong hàng loạt bộ phim dành cho giới trẻ như SuckSeed, The Billionaire (bộ phim được khán giả Việt biết đến nhiều nhất), Countdown... Sự nghiệp của anh chàng lên như diều gặp gió sau vai Win trong series truyền hình tuổi teen Thái Lan đình đám: Tuổi nổi loạn. Đến thời điểm này, nam ca sĩ, diễn viên 24 tuổi có thể tự hào nói rằng mình là một trong những ngôi sao trẻ nổi tiếng nhất xứ sở Chùa Vàng. Ở series phim Tuổi nổi loạn, anh đóng vai Win, một cậu học trò thông minh nhưng ngỗ ngược, luôn đầu têu gây ra những rắc rối đi ngược lại với quy định của nhà trường. Tuy nhiên, Win vẫn được rất nhiều bạn nữ thương thầm nhớ trộm vì ngoại hình siêu long lanh và "khí phách" của mình mỗi lúc chống đối nội quy nhà trường.
Ngoài diễn xuất, anh còn tham gia ca hát và ước mơ trở thành một doanh nhân thành đạt. Nhiều người cho rằng, Pachara Chirathivat chính là thế hệ diễn viên tài năng nối tiếp sự nghiệp diễn xuất thành công của những "ông vua" phòng vé xứ Chùa Vàng như Mario Maurer.
Năm 2017, anh còn đảm nhận vai trò Huấn luyện viên của cuộc thi The Face Men Thailand mùa đầu tiên, cuộc thi lần đầu có sự tham gia của các thí sinh nam cùng với 2 huấn luyện viên Metinee Kingpayom và Moo Asava.

## Đời tư
Ở tuổi 20, Peach đã xuống tóc đi tu báo hiếu cha mẹ trong ba tuần.
Đầu năm 2015, Peach đã nộp đơn xin hoãn nghĩa vụ quân sự vì chuyện học tập.
Sau khi tốt nghiệp đại học, anh khởi nghiệp riêng với thương hiệu Potato Corner.
Peach từng hẹn hò với ca sĩ Note Panayanggool trong 3 năm nhưng đã chia tay.
Sau đó, anh hẹn hò với nữ diễn viên trẻ Patricia Tanchanok Good - diễn viên đài Channel 3. Họ chia tay vào năm 2019.
Hiện anh đang hẹn hò người mẫu Minnie Lin.

## Các phim đã tham gia

### Phim điện ảnh
| Năm  | Tên gốc              | Tên tiếng Việt                   | Vai                           | Đóng với                                        |
| ---- | -------------------- | -------------------------------- | ----------------------------- | ----------------------------------------------- |
| 2011 | SuckSeed             | Rock học trò                     | Koong / Kay                   | Nattasha Nauljam                                |
| 2011 | The Billionaire      | Thiếu niên bạc tỷ                | Itthipat Kulapongvanich (Top) | Walanlak Kumsuwan                               |
| 2012 | Countdown            | Thú tội                          | Jack                          | Jarinporn Joonkiat & Pattarasaya Kreursuwansiri |
| 2012 | Seven Something      | Chuyện 7 năm (phần 21/28)        | Peach                         |                                                 |
| 2014 | Find Someone Special |                                  | New                           |                                                 |
| 2017 | The Moment           | Khoảnh khắc                      | Ton                           | Supassara Thanachart                            |
| 2018 | Bike Man             | Nam thần xe ôm                   | Sakarin / "Sak"               | Sananthachat Thanapatpisal                      |
| 2019 | Bike Man 2           | Nam thần xe ôm 2: Ôm hờ yêu thật | Sakarin / "Sak"               | Sananthachat Thanapatpisal                      |
| 2022 | Jaifu Story          | Mình yêu nhau đi!                | Diao                          | Phantira Pipityakorn                            |
| 2022 | OMG! Oh My Girl      | Quyết tâm cua em                 | Pete                          |                                                 |
| 2023 | E-Sarn Zombie        | TBA                              | Itt                           | Chutimon Chuengcharoensukying                   |
| 2024 | Bat War              | Cuộc chiến trường nhạc           | Choet                         |                                                 |

### Phim truyền hình
| Năm       | Tên gốc                         | Tên tiếng Việt             | Vai                              | Đài             |
| --------- | ------------------------------- | -------------------------- | -------------------------------- | --------------- |
| 2012      | Muad Opas The Series - Season 2 |                            | Edward                           | MCOT HD         |
| 2013      | My Melody 360 Ongsa Rak         |                            | Win                              | MCOT HD         |
| 2013–2015 | Hormones: The Series            | Tuổi nổi loạn              | Chaichana Charatchaipracha (Win) | GMM 25 / One 31 |
| 2016      | Raeng Tawan                     | Mộng uyên ương             | Wisut                            | CH3             |
| 2018      | Sanae Rak Nang Sin              | Sức hút nàng lọ lem        | Pakawat / "Wat"                  | CH3             |
| 2018      | Kham See Than Dorn              | Băng qua đại dương         | Duan                             | CH3             |
| 2022      | Pitsawart Kartagame             | Trò chơi hủy diệt tình yêu | Pat                              | CH3             |
| 2022      | Rakkaew                         | Nắm giữ tình               | Ripdin Nawarat                   | CH3             |
| 2023      | Faceless Love                   | Tình yêu vô diện           | Chanon                           | GMMTV           |
| 2023      | Curse Code                      | Mật mã nguyền rủa          | Ek                               | Amazon Prime    |
| 2024      | The Believers                   | Satu: Tín đồ               | Game                             | Netflix         |
| 2024      | Thicha                          | Nàng Thicha                | Phatchai                         | One 31          |
| 2025      | Mad Unicorn                     | Kỳ lân chuyển phát         | Ken                              | Netflix         |
| 2025      | The Believers Season 2          | Satu: Tín đồ (mùa 2)       | Game                             | Netflix         |

### Chương trình truyền hình
| Năm  | Chương trình                  | Vai trò            | Đài |
| ---- | ----------------------------- | ------------------ | --- |
| 2017 | The Face Men Thailand (Mùa 1) | Huấn luyện viên    | CH3 |
| 2017 | The Face Men Thailand (Mùa 3) | Khách mời (tập 9)  | CH3 |
| 2018 | The Face Men Thailand (Mùa 4) | Khách mời (tập 13) | CH3 |

## Giải thưởng và đề cử
| Năm  | Giải thưởng                         | Hạng mục                             | Tác phẩm được đề cử | Kết quả   |
| ---- | ----------------------------------- | ------------------------------------ | ------------------- | --------- |
| 2011 | รางวัลภาพยนตร์แห่งชาติ สุพรรณหงส์ ครั้งที่ 21 | Nam diễn viên phụ xuất sắc nhất      | Rock học trò        | Đề cử     |
| 2012 | Siamdara Stars Awards               | Nam diễn viên chính xuất sắc nhất    | Thiếu niên bạc tỷ   | Đoạt giải |
| 2013 | Ganesha Awards                      | Most Outstanding Youth as Role Model | —                   | Đoạt giải |
| 2015 | Kazz Awards                         | รางวัลศิลปินสุดแนวแห่งปี ได้แก่              | —                   | Đoạt giải |